# Río San José (Azufre)
El río San José, también es conocido como río San Andrés, es un curso natural de agua de la Región del Libertador General Bernardo O'Higgins que nace en la cordillera de los Andes y fluye en dirección general suroeste hasta desembocar en el río Azufre en la cuenca del río Rapel.

## Trayecto
El San José es junto al río Azufre uno de los formativos del Tinguiririca. El San José drena las sierras del Brujo y de los Punzones y el nudo orográfico del Alto de los Arrieros y recibe las aguas del río Portillo.: 357 

## Historia
Luis Risopatrón lo describe así en su Diccionario Jeográfico de Chile (1924) sobre el río :: 59 
San José (Rio). Es de corto caudal, mui correntoso, de vados peligrosos, presenta algunos pastizales en su cajón, corre hacia el W i se junta con el de El Portillo, para afluir al de El Azufre, del Tinguiririca; el sendero está completamente borrado en partes en sus riberas, por lo que hai que transitar sobre los rodados. 119, p. 75 i 237; i estero en 61, xx, p. 37; i rio San Andrés en 134; i 156.